# 허자

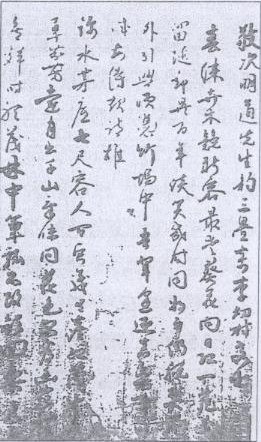
허자의 글씨

허자(許磁, 1496년 음력 윤 3월 13일 ~ 1551년 3월 14일)는 조선 중기의 문신, 작가, 정치인이다. 김종직의 문인 김안국의 문하에서 수학하였으나 후에 윤원형의 소윤에 가담하여 윤원형의 측근이 되어 대윤(大尹)인 윤임(尹任) 일파와 유관, 유인숙 일파를 제거하는데 가담, 그 공로로 추성위사공신(推誠衛社功臣) 1등에 녹훈되고 양천군(陽川君)에 봉군되었으며 의정부좌찬성에 이르렀다.
윤임 일파의 신원(伸寃)을 주장하다가 유배당한 민제인(閔齊仁)의 동생 민제영(閔齊英)을 당진현감으로 임명하는데 동의했다가 이기의 심복인 진복창(陳復昌)·이무강(李無彊) 등의 탄핵을 받고 홍원에 유배되었다가 배소에서 사망한다. 후에 홍문관에서 그의 무죄를 상주하여 복관되고 의정부영의정에 추증되었다.
본관은 양천(陽川)으로 자는 남중(南仲), 호는 동애(東崖)이다. 학자 관설 허후와 남인 영수 겸 성리학자인 미수 허목(許穆)의 증조부이고, 선조때의 어의 양평부원군 허준의 재종숙이다. 세조 때의 공신 김수온의 외손자였다. 김종직의 손제자로 김안국(金安國)의 문인이다. 경기도출신.

## 생애

### 생애 초반
자는 남중(南仲), 호는 동애(東崖)이다. 허준의 친척으로, 허비(許扉)의 증손이고 할아버지는 합천군수 허훈(許薰)이고, 아버지는 의영고영(義盈庫令) 증 좌찬성 허원(許瑗)이며, 어머니 김씨는 김수온(金粹溫)의 딸이다. 할아버지 허훈(許薰)의 동생 허지(許芝)는 어의 허준의 증조할아버지가 된다.
점필재 김종직의 제자인 김안국(金安國)의 문하에서 수학하였다.

### 관료 생활
1516년(중종 11) 생원이 되고, 1523년 알성문과에 병과로 급제하였다. 그 뒤 여러 벼슬을 거쳐 1525년 저작이 되고, 1526년 승문원박사·홍문관수찬을 역임한 뒤 사가독서하였다. 1531년 부교리가 되고, 이후 홍문관응교(應敎)·사간원사간(司諫院司諫)·검상(檢詳)·홍문관전한(典翰) 등을 역임한 뒤 이조정랑(吏曹正郞)이 되었으나, 1534년 외척 김안로(金安老)가 집권한 뒤 외직으로 나가 (楊根郡守)·황주목사 등을 역임하였다. 1537년 김안로 일파가 실각당하자 내직으로 돌아와 동부승지를 거쳐 병조참지에 올랐다. 본래 사림파 인사였으나 외조부 김수온은 세조 때의 공신이었고, 그도 관직생활 중 문정왕후의 측근인 윤원형의 편에 가서 붙게 된다.
1538년 이조참의, 승지를 거쳐 1539년 충청도관찰사로 나갔다가 형조참판으로 내직에 복직한다. 1541년 형조참판으로 동지사(冬至使)가 되어 명나라에 갔다가 1542년초 귀국하였다. 이후 공조판서, 예조판서, 사헌부대사헌을 거쳐 다시 예조판서가 되었다. 1543년 한성부 판윤, 형조판서, 이듬해 의정부우참찬(議政府右參贊)이 되고, 1545년(인종 1) 지중추부사(知中樞府事)에 이어 공조판서가 되었다. 1545년 인종이 갑자기 죽고 명종이 즉위하자 호조판서로 전임되었다.

### 을사사화 전후
이어 대사헌이 되어 윤원형(尹元衡), 이기(李芑) 등과 함께 소윤(小尹)으로서 대윤(大尹)인 윤임(尹任) 일파와 유관, 유인숙 등을 제거하는 데 가담, 위사공신(衛社功臣) 1등으로 양천군(陽川君)에 봉하여졌다. 이후 의정부좌참찬 겸 동지경연사를 거쳐 의정부우찬성에 올랐다.
하지만 이후 윤원형의 일파로 활동하다가 1547년 좌찬성에 올랐으나 이기 등 강경파와 대립함으로써 그들의 미움을 받아 한직인 판중추부사로 좌천되었다가, 1549년(명종 4) 이조판서가 되었다.

### 유배와 최후
이듬해 의정부좌찬성에 이르렀으나 대윤 일파의 신원(伸寃)을 주장하다가 유배당한 민제인(閔齊仁)의 동생 민제영(閔齊英)을 당진현감으로 임명하는데 동의했다가 이기의 심복인 언관 진복창(陳復昌)·이무강(李無彊) 등과 그들의 영향을 받은 양사의 탄핵과 공격을 받고 홍원에 유배되었다가 그곳에서 병을 얻어 죽었다.
문집으로는 《동애유고》가 전하며, 미완성작인 《역대사감 歷代史鑑》이 있다. 또한 시조 2수가 증손인 미숙 허목(許穆)이 편찬한 《선조영언 先祖永言》에 수록되어 있다.

### 사후
경기도 연천군 왕징면 강서리에 안장되었다. 뒤에 윤원형, 이기 등이 몰락하면서 홍문관에서 그의 무죄를 상주하자 명종이 관작을 복구시키고 대광보국숭록대부 의정부영의정에 추증하였다.
그의 아들 허강이 그의 유작 《역대사감 歷代史鑑》을 완성시켰다. 그의 손자 허교는 효행으로 김명원의 추천을 받아 관직에 올라 포천현감에 이르렀고, 그의 증손 허목은 이황과 조식의 문인인 정구의 제자가 되어 성리학과 실학의 대가이자 예송논쟁 당시 남인의 영수가 되었다.

## 가족 관계
- 부인 : 광산김씨
- 부인 : 전주이씨, 양녕대군의 증손 징파수(澄波守) 종엄(終嚴)의 딸
  - 아들 : 허강
  - 며느리 : 진주 강씨
    - 손자 : 허교(許僑)
    - 손부 : 나주 임씨, 임제의 딸
      - 증손 : 허목(許穆, 호는 미수, 1595 - 1682)

    - 손자 : 허양(許亮)
      - 증손 : 허후(許厚, 호는 관설)
- 첩 : 이름 미상
  - 서자 : 허첨(許檐)
  - 서자 : 허난(許欄)

## 저서
- 《동애유고》
- 《선조영언 先祖永言》
- 《역대사감 歷代史鑑》

## 미디어에서
```
* 
여인천하
 - 
신귀식
```

## 같이 보기
| - 김안로 - 윤임 - 윤원형 - 윤춘년 - 이기 - 을사사화 - 서경덕 - 유관 - 유인숙 - 이언적 | - 위사공신 - 대윤 소윤 - 경빈 박씨 - 윤원로 - 윤춘년 - 윤백원 - 심통원 - 이량 |